# Jean Pierre de Ponnier

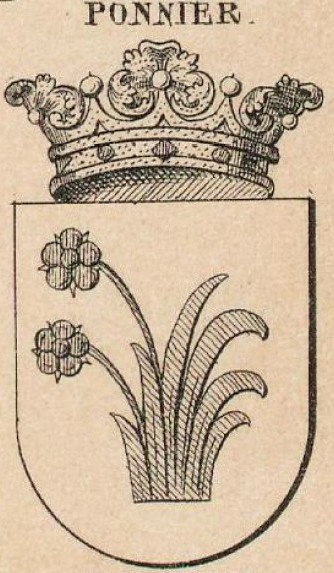
Wappen von Johann Peter v. Ponnier aus J. Siebmacher’s Wappenbuch. Band 3. Tafel 357.

Jean Pierre de Ponnier, auch Johann Peter von Ponnier (* 29. Dezember 1649 in Montbéliard; † unbekannt), war ein Amtmann, Oberamtmann und Koloniedirektor im Heiligen Römischen Reich deutscher Nationen. Er prägte unter anderem den Aufbau der französischen Hugenotten-Kolonien in Erlangen, Hameln, Magdeburg und Calbe(Saale).

## Leben
Jean Pierre war der zweite Sohn des Notars Georg Ponnier (1622–1667) und dessen Ehefrau Marguerite Vurpillot (1616–?). Er wurde in der Grafschaft Montbéliard (deutsch Mömpelgard) geboren. Über die Herkunft und Bedeutung des Familiennamens ist nichts bekannt.
Da er aus der Grafschaft Montbéliard (deutsch Mömpelgard) stammt, galt er nicht als Hugenotte. Die Grafschaft gehörte (mit kurzen Unterbrechungen) ab 1397 bis 1793 zu Württemberg und wurde zur Reformationszeit lutherisch.
Über seine Kindheit und Jugend ist nichts bekannt. Der junge Ponnier immatrikulierte sich am 23. September 1666 an der Universität Tübingen als Philosophie Student, wo er am 26. Februar 1668 den Magister-Abschluss erlangte. Er bekam im Jahr 1667 ein Stipendium an dieser Universität. Laut den Matrikeln der Universität Tübingen reiste er im Jahr 1671 heimlich ab. Wahrscheinlich ist, dass ihm trotz Stipendium das Geld ausging, da der Vater schon verstorben war.
Ponnier trat im Jahr 1673 in Brandenburg-Bayreuthischen Dienste. Um 1685 hatte es Ponnier bis zum fürstlichen Rat und Amtmann in Dachsbach geschafft. In dieser Position wurde er oftmals zu den Arbeiten an den französischen Hugenotten-Kolonien herangezogen.
Unter anderem arbeitete Ponnier in Erlangen mit dem Diplomaten Joseph August du Cros (1640–1728) und dem Justizrat Etienne de Cordier (?–1708) zusammen. Die französischen Hugenotten-Kolonien zu Erlangen wurden im Auftrag des damaligen Markgrafen Christian Ernst von Brandenburg-Bayreuth (1644–1712) erbaut. Die Ziele von Christian Ernst waren ganz klar, die ruinierte Markgrafschaft zu neuem Glanz zu verhelfen und Ruhm zu erlangen.
Ende November 1687 wurde Ponnier und Cordier verhaftet und Angeklagt. Cordier wurde freigelassen, da man ihm keine Straftaten nachweisen konnte. Ponnier hingegen wurde wegen des Verdachts auf Veruntreuung öffentlicher Gelder angeklagt, konnte dann aber seine Freilassung erwirken, da man ihm nur schlechte Rechnungsprüfung vorwerfen konnte. Kurz nach seiner Freilassung wurde er abermals verhaftet, diesmal wegen grober und unehrerbietigem Verhaltens gegenüber höheren Beamten. Im Juni 1688 wurde er nach de- und wehmütigen Briefen an den Markgrafen aus seiner Haft sowie kurze Zeit später aus Bayreuthischen Diensten entlassen. Daraufhin begab er sich nach Sachsen, wo er zum Kriegsrat des Herzog Albrecht von Sachsen-Coburg ernannt wurde. Er schaffte es kurz darauf bis hoch zum Herzog Ernst August von Braunschweig-Lüneburg (1629–1698) wo er beauftragt wurde in Hameln den Aufbau einer Industrie-Kolonie zu übernehmen mit dem Titel eines Kommerzienrates und Koloniedirektors. Ponnier reist umgehend in die Schweiz, um dort Ansiedler zu werben für die neue Kolonie. Am 2. März 1690 treffen 200 Hugenotten unter Führung ihres Pfarrers Dubruc in der Stadt ein. Sie erhalten in der Declaration vom 1. August 1690 weitgehende Rechte und Freiheiten. Die von den Kolonisten betriebenen Tuchmanufakturen erfreuen sich bald eines guten Rufes. Um die Zeit der Ansiedlung liegen in Hameln 95 Hausstellen wüst oder verlassen, auf denen die Einwanderer ohne Mühe untergebracht werden können. Eine Erweiterung der Stadt findet somit nicht statt: Neu errichtet werden nur einige Fabrikgebäude und Baracken.
Aus den Fehlern die in Erlangen gemacht wurden, beim Aufbau der Hugenotten-Kolonie, konnte Ponnier in Hameln profitieren. Einwanderer wurden in Kasernen untergebracht und nicht wie in Erlangen, bei den Bürgern zu Hause. Ponnier veranlasste sofort den Bau einer Walkmühle, Gerberei und Färberei. Er sorgte für Zuwanderung aus der Schweiz und lockte Ansiedler aus bereits bestehenden Kolonien wie Erlangen und Bayreuth. Fehler die in anderen Kolonien gemacht wurden, konnte Ponnier vermeiden und baute dadurch die Kolonie Zweckmäßig und vorzüglich auf.
Im Juni 1691 verließ er Hameln, nachdem er zum brandenburgischen Rat und Kommissar in der Ansiedlungskommission für das Herzogtum Magdeburg ernannt wurde. Im Jahre 1698 wurde er Oberamtmann des Klosters „Gottes Gnaden“. 1701 verschlug es ihn als Oberamtmann nach Calbe (Saale). Im Jahr 1699 sollte er zur Vorverhandlung zum Bau einer Kolonie in Calbe (Saale) herangezogen werden, was er aber ausschlug, woraufhin er wegen Beleidigung höherer Beamter zu einer Strafe von 200 Dukaten zum Bau der französischen Klosterkirche in Berlin verurteilt wurde. Daraufhin bittete er um Verzeihung um die Strafe nicht zahlen zu müssen, es nützte aber nichts, die Strafe wurde auf die Hälfte herabgesetzt. Er versuchte dadurch an den Vorverhandlungen teilzunehmen, was aber abgelehnt wurde. Der König freute sich natürlich, da man erkannte, dass man Ponnier dafür nicht brauchte. Ponniers Art, mit Situationen umzugehen, war oft nicht überlegt, womit er sich keine Freunde machte, ganz im Gegenteil. Er trat 1708 in kursächsische Dienste, demzufolge war er nicht mehr in brandenburgischen Diensten, er war nun tätig für den König August von Polen und Kurfürst von Sachsen und sollte in Torgau eine französische Kolonie errichten, was er aber ausschlug. Er scheint wieder in Preußische Dienste zurückgekehrt zu sein, nach falschen Vorstellungen in Sachsen.
Laut Siebmacher’s Wappenbuch war er ab 1706 Amtshauptmann des Landgrafen von Hessen-Homburg in Hötensleben, Wilsleben und Oebisfelde in der Provinz Sachsen.

## Nachkommen
Jean Pierre (de) Ponnier heiratete am 17. Juni 1678 in Bayreuth Eva Maria Lutz (* 4. Februar 1663 in Weikersheim, † nach 1726 auf Schloss Oels in Oels), die Tochter des Hochfürstlich Brandenburgischen Rath-Kammermeister, Hochprinzeßlicher Landgüter-Inspektor Johann Peter Lutz.
Zusammen hatten die beiden sieben Kinder. Die älteste Tochter, Regine Margarethe (* 28. Juni 1685 in Dachsbach, † 14. Dezember 1729 in Apolda) heiratete am 13. Februar 1721 in Apolda, den Hochfürstlich Weimarischen Kammerrevisoris Johann Christian Baldamus (* 26. Juli 1696 in Meitzendorf, † 23. Juli 1741 in Apolda). Einige Söhne von Ponnier schlugen eine militärische Karriere ein, wovon nicht allzu viel bekannt ist.